# Storekvina Station
Storekvina Station (Storekvina stasjon) er en jernbanestation på Sørlandsbanen, der ligger i Kvinesdal kommune i Norge. Stationen består af et spor og en perron med en stationsbygning i gulmalet træ. Der kører taxi til/fra Liknes i forbindelse med togene, idet der dog skal bestilles i forvejen.
Stationen åbnede 17. december 1943, da banen blev forlænget fra Kristiansand til Sira. Stationsbygningen var opført året før efter tegninger af Gudmund Hoel ved NSB Arkitektkontor. I 1969 blev strækningen fjernstyret, men det kom ikke til at berøre Storekvina, idet stationens krydsningsspor blev taget ud af drift 1. juni 1969. Stationen var bemandet for ekspedition af passagerer og gods indtil 1. juni 1986.